# فرهنگ مهتدی
متیو فرهنگ مهتدی (زاده ۱۶ دی ۱۳۰۴) بازیکن بسکتبال، تنیس و تنیس روی میز اهل ایران بود.
وی در بازی‌های المپیک تابستانی ۱۹۴۸ عضو تیم ملی بسکتبال ایران بوده است، مهتدی همچنین در هفت دوره مسابقات تنیس ویمبلدون از سال ۱۹۴۹ تا ۱۹۵۵ شرکت کرده است. نیک مهتدی پسر وی نیز با تابعیت کشور کانادا در مسابقات تنیس ویمبلدون و تور جهانی تنیس در نیوزیلند شرکت کرده است.

## تحصیلات
مهتدی دارای مدرک پی‌اچ‌دی مهندسی شیمی از دانشگاه بیرمنگام انگلستان است، وی پس از اتمام تحصیلات به کشور کانادا رفته و در دانشگاه دانشگاه کلگری مشغول به تدریس شده است.